# Бромија
Бромија је у грчкој митологији била нимфа.

## Митологија
Хигин ју је навео као једну од нисејских нимфи, чије име дословно значи „она која риче“. Била јој је поверена улога, као и другим нимфама, да чува малог Диониса. Помиње се и као Менада, која је имала исту улогу, па чак била једна од оних које су покушале да убију Ликурга, који је прогањао Диониса. Помиње се и као једна од Хијада. Према неким изворима, од њеног имена је изведен епитет бога Диониса, Бромије („онај који бесни“).